# 第九城市
第九城市（英文名：The9 Limited），是一家网络游戏运营商，总部位于中國上海。

## 游戏产品

### 九城社区
第九城市社区网站简称九城社区发布于1999年8月。凭借独特的创意和人性化的网络生活空间日浏览量达到千万，在2000年6月平均同时在线用户人数超过3.5万，2000年9月，第九城市注册居民突破第一个100万，曾拥有超过1400万的注册用户。目前已关闭。

### 九城电玩
九城电玩建立于2004年3月31日，以提供电子游戏资讯为主。 

### 九城动漫
九城动漫建立于2004年12月27日，是一个动漫类综合资讯网站。

### 奇迹
由韩国Webzen公司开发，中国大陆第九城市代理运营的一款网络游戏。

### 魔兽世界
2004年4月，第九城市和暴雪娱乐签订了中国战略合作协议，成为《魔兽世界》在中国大陆地区的独家代理运营商，并与2005年4月26日正式公开测试，同年6月6日正式进入商业化运营。2009年6月6日23点59分，第九城市正式结束其在中国大陆魔兽世界的代理。

### 天外Online
雷爵公司自主研发的网络游戏。第九城市于2004年7月获得中国大陆地区独家代理运营权。

### 快乐西游
快乐西游是第九城市自主研发的一款网络游戏，游戏背景源于古典名著《西游记》。
于2010年8月21日停止了《快乐西游》游戏的用户激活和充值，并从2010年10月21日起，停止《快乐西游》中国大陆地区的游戏服务。

### 卓越之剑
世界上第一款一人可同时操控多名角色的网络游戏。由韩光软件投入45亿巨资，IMC Games开发完成。
2007年10月31日正式开放测试。
2010年11月21日，第九城市宣布正式关闭所有服务器，停止《卓越之剑》在中国大陆的运营。

### 激战（行会战争）
一款由ArenaNet制作的CORPG（Competitive Online Role-Playing Game）。第九城市已于2008年3月31日关闭了《激战》中国地区的所有服务器。

### EA SPORTSFIFA Online 2
美国艺电（EA）、第九城市和韩国Neowiz公司共同运营的一款世界全民足球网游，由国际足联授权。在2009年4月22日公测。第九城市享有中国大陆的运营权。

### 王者世界
由韩国游戏公司Ndoors开发的一款3D SRPG（strategy role playing game）网络游戏。

### 神仙传
《神仙传》是由第九城市投资的杭州火雨网络科技有限公司开发的一款多人在线2.5D网络游戏。

### 行星边际2
由于合同到期的原因，由第九城市代理，索尼在线娱乐公司开发的超大型MMOFPS游戏《行星边际2》将于2016年5月31日正式停止运营，国服自2013年6月开启不删档测试截至停运，也不过2年多的时间。

## 争议

### 服务器问题
第九城市运营《魔兽世界》时期服务器品質问题频发，由原先的三，七区服务器频繁崩溃发展到全区全服服务器频繁崩溃，网络延时大，不少玩家已无法忍耐。因此很多玩家放弃国服的《魔兽世界》转战台服。第九城市仅在其官方论坛公布服务器的实时状况，而主页上的状况往往与实际不符，其论坛版主对服务器问题也不给出合理的解释，主要工作就是删除玩家的唾骂言辞。游戏中的管理员响应速度缓慢，一般在玩家提出求助的四五个小时后才会有管理员响应。
2009年4月16日，暴雪娱乐宣布将把网游《魔兽世界》在中国内地市场的代理运营权由第九城市转交给网易（参见2009年魔獸世界中國大陸代理權更替事件）。然而在4月16日之后第九城市不顾自己已经丢掉代理，众服务器不堪负荷的情况下，仍然开放多个新服务器，完全漠视玩家利益，遭到大量玩家的谴责。因为此前出现的相关传闻，致使九城股价大跌。

### 竞业协议
在2009年4月16日之后第九城市为了防止对手网易争夺其《魔兽世界》客服人员，其CEO陈晓薇承诺第九城市绝不裁员，与员工共渡难关，然而在6月6日之后不久，第九城市就采取了大规模裁员措施，并与员工签订竞业协议，防止员工进入其他游戏运营商，这一事件在第九城市内部及互联网上掀起一场讨论热潮。